# Doble contratiempo
Doble contratiempo (Double Whammy) es una película del año 2001 dirigida por Tom DiCillo y protagonizada por Denis Leary, Elizabeth Hurley y Steve Buscemi.

## Sinopsis
Ray Pluto (Denis Leary), un detective de Nueva York, sufre una profunda crisis a causa de la muerte de su esposa e hija, que él cree podría haber evitado. Ray vive ensimismado y apartado de la sociedad, a excepción de Jerry (Steve Buscemi), el portero de su edificio, y Juan, un adolescente con problemas.